# 納土納群島

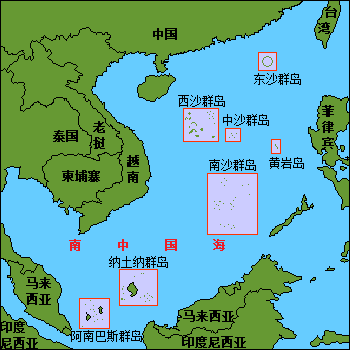
納土納群島於南海位置圖

納土納群島，是印度尼西亞的一個群島，也是廖內群島省的一個縣，位於馬來半島和婆羅洲之間，由272個島嶼組成，面積2,110平方公里，人口約9萬。納土納是南海最大以及人口最多的群島，主島為大納土納島。群島以西為同省的阿南巴斯群島。
印尼国家石油公司正与美国埃克森美孚合作，在岛上开采石油与天然气。印尼宣稱此群島上並不存在主權爭議，但當地居民對此有所顧慮。

## 海域爭議
印尼和馬來西亞曾對纳土纳群岛有主權爭議，經仲裁後判予印尼。另外印尼以此為基點的專屬經濟海域與中國的南海九段線重曡。
2015年11月12日，中華人民共和国外交部发言人洪磊在例行記者會上表明：“印尼对中国的南沙群岛没有提出领土要求。纳土纳群岛主权属于印尼，中方也没有表示异议。关于在南海存在的领土和海洋权益争议，中国一贯致力于与直接有关的当事国在尊重历史事实的基础上，根据国际法，通过谈判协商和平解决。”
2020年1月8日，印尼总统佐科·维多多飞往纳土纳群岛视察，宣示主权。同日，中華人民共和国外交部发言人耿爽在例行记者会上表明：「我们已多次就近期海上事态作过表态，我们也多次表明，中国对南沙群岛拥有主权，对相关海域拥有主权权利和管辖权，这一立场符合国际法。我要强调，中国与印尼不存在领土主权争议，双方在南海部分海域存在海洋权益主张重叠。我们希望印尼方面保持冷静，愿同印尼方面继续妥善处理分歧，维护好两国关系和地区和平稳定大局。事实上，中国和印尼双方也一直通过外交渠道就此保持着沟通。」

## 交通
- 拉奈-納土納機場